# Scuola di Sagres

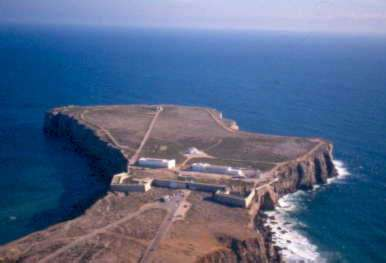
Veduta aerea di Capo Sagres con i resti della Fortezza di Sagres

Si suppone che la Scuola di Sagres (po. Escola de Sagres), chiamata anche Corte di Sagres, fosse un gruppo di figure associate alla navigazione portoghese del XV secolo, raccolte dall'Infante del Portogallo Enrico il Navigatore a Sagres, vicino a Cabo de São Vicente, all'estremità sud-occidentale della penisola iberica, in Algarve.
Poiché il vicino porto di Lagos fu l'effettivo punto di partenza di numerose spedizioni d'esplorazione e colonizzazione lungo la costa africana e verso le isole atlantiche, l'esistenza di una "scuola" a Sagres è stata messa in dubbio da alcuni storici. Dopo la morte del principe Enrico (1460), il centro delle scoperte portoghesi si spostò a Lisbona.
La prima menzione scritta di una "scuola" a Sagres si deve al cronista portoghese Damião de Góis nel XVI secolo. L'inglese Samuel Purchas avvalorò la teoria nel XVII secolo e da allora la tesi ha guadagnato popolarità tra gli storici inglesi e portoghesi.

## Storia

### Considerazioni preliminari
Anzitutto, depone a sfavore della tesi dell'esistenza della Escola de Sagres il fatto che i primi risultati del patrocinio dell'Infante del Portogallo Enrico il Navigatore alla sviluppo dell'esplorazione marittima portoghese datino ai decenni precedenti l'arrivo dell'Infante a Sagres.
João Gonçalves Zarco e Tristão Vaz Teixeira avevano scoperto l'isola di Porto Santo nell'arcipelago di Madera nel 1419. Gli stessi marinai e Bartolomeu Perestrelo scoprirono l'isola di Madera l'anno dopo (1420) che iniziò subito ad essere colonizzata. Nel 1422 Cabo Não (oggi noto come capo Chaunar), il limite della navigazione moresca, fu superato mentre viene mappata la costa africana. Diogo de Silves aveva scoperto le Azzorre nel 1427, colonizzate nel 1431 da Gonçalo Velho. Nel 1434 Gil Eanes doppiò capo Bojador, sfatandone il mito nefasto di "limite del mondo". Ci erano voluti dodici anni per navigare oltre le duecento miglia che separavano cabo Não da capo Bojador! Oltre quel punto iniziava il "Mare Oscuro" temuto dai geografi arabi, a causa della difficoltà di risalire verso nord contro venti contrari. Una soluzione a questo problema fu infine raggiunta nel secondo quarto del XV secolo, mediante la navigazione d'altura, soprannominata dai portoghesi Volta do mar. Questa svolta fu ottenuta anche grazie all'utilizzo di un'imbarcazione idonea, la caravella, creata appositamente per soddisfare i bisogni degli esploratori di Enrico il Navigatore. Eanes e Afonso Gonçalves Baldaia scoprirono la baia di Garnet (Angra dos Ruivos) e Baldaia raggiunse il fiume dell'oro (pt. 'Rio de Ouro') nel 1435. Nuno Tristão raggiunse Cabo Branco (Ras Nouadhibou) nel 1441 e nel 1433 entrò nella baia di Arguin.

### Dati storici certi
Nel 1443, l'Infante Enrico chiese a suo fratello Pietro, a quel tempo eminenza grigia del Regno, di concedergli la libertà di fondare un villaggio a Sagres, vicino a Cabo de São Vicente, all'estremità sud-occidentale dell'Algarve. Ventisette anni dopo (1460), nel suo testamento, Enrico indicò nella città di Sagres un perpetuo luogo di assistenza a tutti i navigatori che vi transitassero, sia per la consegna di vettovaglie sia quale porto sicuro. La documentazione ufficiale portoghese del periodo di Enrico non menziona l'esistenza di alcuna scuola nautica nella regione di Sagres. Il dato certo è che il Navigatore costruì presso il villaggio l'omonima fortezza.
Non si trova menzione alla Escola de Sagres nei documenti della reggenza di Pietro d'Aviz, né si trova menzione della presenza a Sagres di figure legate al Navigatore e alle esplorazioni da lui promosse, come per es. Gil Eanes, molte delle quali si svolsero molto prima che l'Infante ottenesse quelle terre. Parimenti, Sagres non viene citata in correlazione con la successiva generazione di esploratori portoghesi quali Bartolomeo Diaz (1450-1500), Duarte Pacheco Pereira (1460-1533), Vasco da Gama (1469-1524), ecc., né viene menzionata nemmeno dai primi cronisti delle grandi avventure nautiche portoghesi nell'Oceano Indiano, su tutti João de Barros (1496-1570).

### Influenza maiorchina nella scienza nautica portoghese

Particolare dal celebre Atlante catalano del cartografo maiorchino Abraham Cresques.

La celebre scuola cartografica maiorchina, attiva tra XIII e XV secolo, è nota per aver influenzato la scienza nautica portoghese. Tale influenza, lampante da un punto di vista formale, è difficilmente collegabile con date e personaggi certi. Stando alle fonti portoghesi, l'Infante Enrico avrebbe infatti incaricato tale Mestre Jacome de Malhorca di realizzare per lui dei portolani. L'informazione si deve al navigatore portoghese d'inizio XVI secolo Duarte Pacheco Pereira:
(Duarte Pacheco Pereira (c. 1507), Esmeraldo de situ Orbis, p. 58)

Il cronista portoghese João de Barros confermò il dato di Pacheco Pereira, affermando che:
Taluni storici ipotizzano oggi che questo Mestre Jacome de Malhorca possa essere stato il celebre cartografo ebreo maiorchino Jehuda Cresques (1360-1427), figlio di Abraham Cresques.

### La nascita del mito
Fu per primo Damião de Góis, nella sua Crónica do Principe D. João (1567), a parlare dell'amore di Enrico il Navigatore, fin dalla tenera età, per lo studio di astrologia e cosmografia e di come avesse fondato un villaggio a Sagres per farne il centro dei suoi studi. Secondo lo storico Duarte Leite, fu poi l'inglese Samuel Purchas a diffondere in Europa il mito della Scuola di Sagres nel 1625. La stessa fonte conferma però che l'Infante assunse tale "Jaime Mallorca", un maestro cartografo catalano, per gestire una scuola nautica e fornire supporto ai marinai con la produzione di accurati portolani.
Nel XVIII secolo, l'idea dell'esistenza della Escola de Sagres aveva messo consistenti radici. Nella Vida do Infante D. Henrique, escrita e dedicada à Majestade Fidelíssima de El-Rei D. Joseph I N.S di Francisco José Freire se ne parla apertamente. António Ribeiro dos Santos descrisse non solo la scuola ma anche il suo osservatorio astronomico, il primo in Portogallo! Sagres era ormai un convivio di saggi, capitani e marinai, e il Palazzo Reale dell'Infante una scuola di studi nautici con la presenza di geografi, matematici, astronomi e professionisti della nautica.

## Dibattito accademico
Nel XIX secolo, l'esistenza della Scuola di Sagres iniziò ad essere dibattuta.
Il cardinale Saraiva affermava che lo sviluppo della marina portoghese fu dovuto alla scuola creata da Enrico il Navigatore e che fu in quell'istituto che furono progettati, costruiti e definiti sia gli strumenti sia i metodi di navigazione utilizzati nelle scoperte. Anche alcuni storici stranieri hanno analizzato questo argomento. Lo scrittore Conrad Malte-Brun racconta che in Portogallo, nel XV secolo, esistevano diverse scuole per lo studio della navigazione e che lo stesso Colombo aveva appreso da esse l'arte della navigazione. Il rafforzamento dell'idea dell'esistenza della Scuola di Sagres è attribuibile a Joaquim Pedro de Oliveira Martins, che nella Os Filhos de D. João I registra un elenco di opere che sarebbero state utilizzate dall'Infante e dagli insegnanti della sua scuola. Questi libri sarebbero stati acquisiti dall'Infante Pietro d'Aviz durante i suoi viaggi attraverso l'Europa. Una tesi successivamente respinta poiché era impossibile che i libri di quell'elenco fossero stati portati in Portogallo da Pietro.

Nel 1894, C. R. Beazley pubblicò una biografia del principe Enrico affermando che aveva installato la sua corte a Sagres nel 1418, poco dopo la conquista di Ceuta da parte dei portoghesi (1415). Lì avrebbe raccolto il meglio "della scienza e della navigazione", costruito un cantiere navale e un palazzo con il primo osservatorio astronomico del Portogallo, scrivendo addirittura che Sagres rappresentava la moderna rifondazione dello "studio sistematico della scienza applicata" nella cristianità. Il diverso background religioso dei membri della presunta "scuola" (ebrei, musulmani, cristiani) nonché il collegamento remoto con i Templari, dato che il principe Enrico era il commendatore dell'Ordine di Cristo, erede delle fortune lusitane del Tempio, contribuì a rafforzare una visione romantica della questione.
Ci furono però anche analisi critiche. Il marchese de Sousa Holstein, nel 1877, era dell'opinione dell'esistenza di un'accademia scientifica e non di una scuola; sarebbe più un "centro di azione" o un "principio ispiratore". Sottolinea anche il fatto che l'Infante non fa menzione della scuola nel suo testamento dove sono descritti dettagliatamente tutti i suoi fondamenti. Luciano António Pereira da Silva e Joaquim Bensaúde, sono dell'opinione che, all'epoca, i marinai seguissero delle regole, non necessitando di grandi conoscenze astronomiche, e che, quasi certamente, l'Infante non ebbe mai modo di leggere le opere degli autori citati da Oliveira Martins, come Johannes de Monte Régio o Jorge de Peurbach.
Gli studiosi recenti hanno teso a ridimensionare il mito della Escola de Sagres definendola, piuttosto che una scuola nautica nel senso moderno della parola, un luogo d'incontro per marinai e scienziati per scambiare informazioni e tecniche riguardanti mappe, ingegneria navale e l'organizzazione di spedizioni. Secondo una visione più critica, i portoghesi impararono la navigazione in modo pratico, sui ponti delle navi, e mancando di supporto archeologico e documentario per la presunta "scuola", la considerano un mito della storia portoghese.

### Esplicative
1. ↑  Gil Eanes aveva fatto un precedente tentativo di doppiare Capo Bojador nel 1433, fallendo. Ci riprovò su pressioni di Enrico il Navigatore ed ebbe successo.
La scomparsa di numerose navi europee che avevano fatto precedenti tentativi di doppiare Capo Bojador nonostante i suoi mari violenti, aveva portato i marinai medievali a temere la presenza di mostri marini. Premesso questo, il motivo della temibile reputazione di capo Bojador non è immediatamente comprensibile dalle mappe, ove appare come il punto sud-ovest d'una leggera gobba nella costa, delimitata all'altra estremità dal c.d. "Falso Capo Bojador", dieci miglia nautiche a nord-est. Esaminando un portolano di quest'area, invece, diventa chiaro che la preoccupazione principale risiede nei cambiamenti dei venti che si verificano all'incirca nel punto in cui si passa Capo Bojador durante la navigazione lungo la costa. È qui che i venti iniziano a soffiare forte da nord-est in tutte le stagioni. Insieme al mezzo nodo della corrente lungo la costa, queste condizioni avrebbero naturalmente allarmato un marinaio medievale abituato a navigare vicino alla terra e privo d'esperienza di navigazione in mare aperto.

### Bibliografiche
1. 1 2  Randles 1993.
2. 1 2  (PT) Albuquerque L de, Dúvidas e certezas na história dos descobrimentos portugueses, Vega, 1990, ISBN 978-972-699-273-8.
3. 1 2  Rocha 2009.
4. 1 2  Marques 2005, p. 160.
5. 1 2 3 4 5  Gama 2006.
6. ↑  Boxer 1969, pp. 25-26.
7. ↑  Costa 2009, p. 271.
8. ↑  (PT) Fortaleza de Sagres, su turismomilitar.gov.pt, Direcção Geral dos Recursos da Defesa Nacional - Ministério da Defesa Nacional.
9. ↑  (PT) Estudos de História, Volume III, UC Biblioteca Geral 1,  p. 10.
10. ↑  (PT) Reparaz G de, Mestre Jácome de Mallorca: Cartógrafo do Infante Coimbra, Università di Coimbra, 1930.
11. ↑  Leite 1958.
12. ↑  (EN) Beazley CR, Prince Henry the Navigator: The Hero of Portugal and of Modern Discovery, 1394-1460 AD With an Account of Geographical Progress THROUGHOUT the Middle Ages as the Preparation for His Work, Putnam, 1894,  pp. 160-162.
13. ↑  Marques 2005, pp. 52-53.